# Michael Gray
Michael Gray (Bromborough, Wirral, 25 de agosto de 1946) é um autor britânico que escreveu extensivamente sobre música popular.

## Vida
Gray cresceu em Merseyside, frequentou a Birkenhead School e estudou História e Literatura Inglesa na Universidade de Iorque. Viveu e trabalhou em North Devon, Birmingham, West Malvern, Londres e North Yorkshire. É casado com a escritora de culinária Sarah Beattie. Em 2008, eles se mudaram para o sudoeste da França.
Em 1972 publicou o primeiro estudo crítico sobre o trabalho do cantor Bob Dylan, Song & Dance Man: The Art of Bob Dylan; este trabalho foi consideravelmente expandido para Song & Dance Man III: The Art Of Bob Dylan (1999, 2000). Em 2006 lançou a The Bob Dylan Encyclopedia, que recebeu críticas positivas da imprensa musical e dos jornais.
Seu próximo trabalho foi Hand Me My Travelin' Shoes - In Search of Blind Willie McTell (2007), um diário de viagem e uma biografia detalhada do influente cantor de blues Blind Willie McTell. Esta obra foi finalista do Prêmio James Tait Black Memorial de Biografia em 2008.
Gray foi Mary Amelia Cummins Harvey Visiting Fellow no Girton College, Cambridge, em 2005. Criou um blog sobre Bob Dylan em 2006. Seu site oficial foi criado em 2011. Em 2015 recebeu o título D.Litt (Doutorado Superior em Letra Inglesa) pela Universidade de Iorque.

## Principais publicações
- Mother!: The Frank Zappa Story (1985, 1992, 1994, 2007, também publicado na Itália em 1986 e na Alemanha em 1994)
- The Elvis Atlas: A Journey Through Elvis Presley's America (1996, 2011) - coautor
- All Across The Telegraph: A Bob Dylan Handbook (1987, 1988) - coeditor
- Song & Dance Man: The Art Of Bob Dylan (1972, 1973)
- The Art Of Bob Dylan: Song & Dance Man (1981, 1982)
- Song & Dance Man III: The Art of Bob Dylan (1999, 2000)
- The Bob Dylan Encyclopedia (2006, revisado e expandido em 2008)
- Hand Me My Travelin' Shoes: In Search Of Blind Willie McTell (2007, 2008, 2009)